# Carl von Bonsdorff
Carl Gabriel von Bonsdorff, född den 9 oktober 1862 i Kangasala, död den 19 december 1951 i Helsingfors, var en finländsk historiker. Han var far till Ebba Östenson och Bertel von Bonsdorff samt kusin till Hjalmar von Bonsdorff.
von Bonsdorff blev filosofie doktor vid Helsingfors universitet 1887 och docent i nordisk historia samma år. Han bedrev arkivforskning i utlandet, särskilt i Sverige 1885–99, och blev extraordinarie professor i Helsingfors 1898. Åren 1915–1927 var von Bonsdorff professor i finländsk och skandinavisk historia i Helsingfors. Han utgav ett flertal vetenskapliga avhandlingar med ämnen från äldre och nyare tid ur Sveriges och Finlands historia, främst rörande stadsväsendet.